# Status constructus
Status constructus (dosłownie: „stan sprzężony”) – konstrukcja składniowa charakterystyczna dla języków afroazjatyckich, będąca rodzajem przydawki dopełniaczowej. Służy do wyrażenia relacji posiadania pomiędzy pierwszym a drugim członem. W przeciwieństwie do większości języków indoeuropejskich, posesywność kodowana jest na possesum (drugi człon status constructus), a nie na possesorze (pierwszy człon status constructus).  Pierwszym członem status constructus (tzw. nomen regens, rzeczownik rządzący) jest rzeczownik, najczęściej w nominativusie (mianowniku), natomiast drugim członem (tzw. nomen rectum, rzeczownik zarządzany) jest rzeczownik w accusativusie (bierniku), np. ministerstwo sprawiedliwości  — وِزَارَةُ آلْعَدْلِ (wizāratu-l-‘adli), gdzie وِزَارَةٌ (wizāratun) oznacza ministerstwo, a عَدْلٌ (‘adlun) — sprawiedliwość. Mianownik w języku arabskim wyrażany jest za pomocą dammy (końcówka -un/-u), a biernik - za pomocą kasry (końcówka -in/-i).  
Ta konstrukcja gramatyczna obecna jest w wielu językach semickich, przede wszystkim w języku arabskim, hebrajskim, syriackim oraz językach berberskich, a także w wymarłym języku egipskim.
W zależności od języka, nomen regens (pierwszy człon) może być oznaczany za pomocą właściwości fonologicznych (np. poprzez afiksy, akcent lub obecność samogłoski) i/lub morfologicznych (możliwość lub brak możliwości przyjęcia rodzajnika określonego). 

## Status constructus w języku arabskim
W języku arabskim status constructus nazywany jest iḍāfą (إِضَافَة). Od polskiej przydawki dopełniaczowej odróżnia go kategoria stanu. Pierwszy z jego członów stanowi rzeczownik (jego przypadek jest zależny od funkcji w zdaniu) w stanie określonym — określa go istnienie drugiego członu, dlatego nie jest on poprzedzony przedimkiem określającym al- (ال). Drugi z członów jest rzeczownikiem w formie drugiego przypadka (odpowiednik biernika), który może być w stanie określonym lub nieokreślonym, np.:
- بَيْتُ رَجُلٍ (baytu raǧulin)  — dom mężczyzny (jakiegoś nieokreślonego mężczyzny);
- بَيْتُ ٱلرَّجُلِ (baytu-r-raǧuli)  — dom mężczyzny (tego konkretnego mężczyzny).

Za pomocą iḍāfy wyraża się przede wszystkim relację posiadania/przynależności, w której drugi człon jest podrzędny wobec pierwszego członu. Niekiedy wskazuje też np. na materiał, z jakiego coś jest wykonane (np. خَاتَمُ خَشَبٍ ẖātamu ẖašabin — pierścionek drewniany) bądź na zawartość (np. فِنْجَانُ قَهْوَةٍ finǧānu qahwatin — filiżanka kawy). 
Iḍāfa może składać się z dwóch lub więcej elementów, np. صَبَاحُ يَوْمِ آلثُّلاَثَاءِ (ṣabāḥu yawmi-ṯ -ṯulāṯā'i) — wtorek rano (dosłownie: ranek dnia drugiego). 
Status constructus traktuje się jako frazę rzeczownikową (frazę nominalną). Wszystkie dodatkowe określenia tej frazy, np. przymiotniki, dodaje się na końcu, np.بَيْتُ مُحَمَّدٍ كَبِيرُ (baytu Muḥammadi-l-kabīru) — duży dom Mahometa. Określenia iḍāfy muszą przybrać formę gramatyczną członu, do którego się odnoszą (np. przymiotniki dotyczące pierwszego członu iḍāfy będą miały zawsze stan określony oraz ten sam przypadek, rodzaj i liczbę), np. بَيْتُ آلْطَّالِبِ آلْجَمِيلِ أَلْكَبِيرُ (baytu-ṭ-ṭālibi-l-ǧamīli al-kabīru) — duży dom ładnego studenta.

## Status constructus w języku hebrajskim
We współczesnym języku hebrajskim status constructus nosi nazwę smichut (סמיכות). Służy do tworzenia złożeń z dwóch rzeczowników, a jego znaczenie jest pochodną obu członów, np. בית ספר (bejt sefer) — szkoła (dosłownie: dom książki); בית כנסת (bejt kneset) — synagoga (dosłownie: dom spotkań). 
Tworzenie smichutów zależy od rodzaju i liczby rzeczownika. Za każdym razem wszelkie zmiany dokonywane są na jego pierwszym członie, a drugi pozostaje bez zmian. 
| forma gramatyczna                | rzeczowniki   | transkrypcja i znaczenie       | smichut     | transkrypcja i znaczenie |
| -------------------------------- | ------------- | ------------------------------ | ----------- | ------------------------ |
| rodzaj męski, liczba pojedyczna  | בית + ספר     | dom (bajt) + książka (sefer)   | בית ספר     | szkoła (bejt sefer)      |
| rodzaj męski, liczba mnoga       | בתים + ספר    | domy (batim) + książka (sefer) | בתי ספר     | szkoły (batej sefer)     |
| rodzaj żeński, liczba pojedyncza | עוגה + גבינה  | ciasto (uga) + ser (gwina)     | עוגת גבינה  | sernik (ugat gwina)      |
| rodzaj żeński, liczba mnoga      | עוגות + גבינה | ciasta (ugot) + ser (gwina)    | עוגות גבינה | serniki (ugot gwina)     |

Jeżeli chcemy użyć smichutu w stanie określonym, to należy dodać przedimek ha- (ה-) do drugiego członu smichutu, np.:
- שיר אהבה   (szir ahawa) — (jakaś) piosenka miłosna;
- שיר האהבה (szir ha-ahawa) — (ta konkretna) piosenka miłosna.

Niekiedy tworzenie smichutu wiąże się ze zmianą fonetyczną w jego pierwszym członie, np.:
- ספר שירים (sefer szirim) — śpiewnik;
- ספרי שירים (sifrej szirim) — śpiewniki.

## Status constructus w językach berberskich
W językach berberskich status constructus, oprócz wyrażania relacji posiadania, stosowany jest także dla rzeczowników występujących po liczebnikach oraz do modyfikowania porządku występowania wyrazów w zdaniu (zwykle jest to VSO, a przy użyciu status constructus — SVO). W niektórych przypadkach zastosowanie tej konstrukcji gramatycznej wpływa na zmianę znaczenia frazy, np. służy do wyrażenia podmiotu czasownika nieprzechodniego, np.
- taddart en weryaz (dom mężczyzny) zamiast *taddart en aryaz;
- udem en temɣart (twarz kobiety) zamiast *afus deg afus;
- Ssiwlent temɣarin (kobiety powiedziały) zamiast *Ssiwlent timɣarin.